# Ceràmica Ru

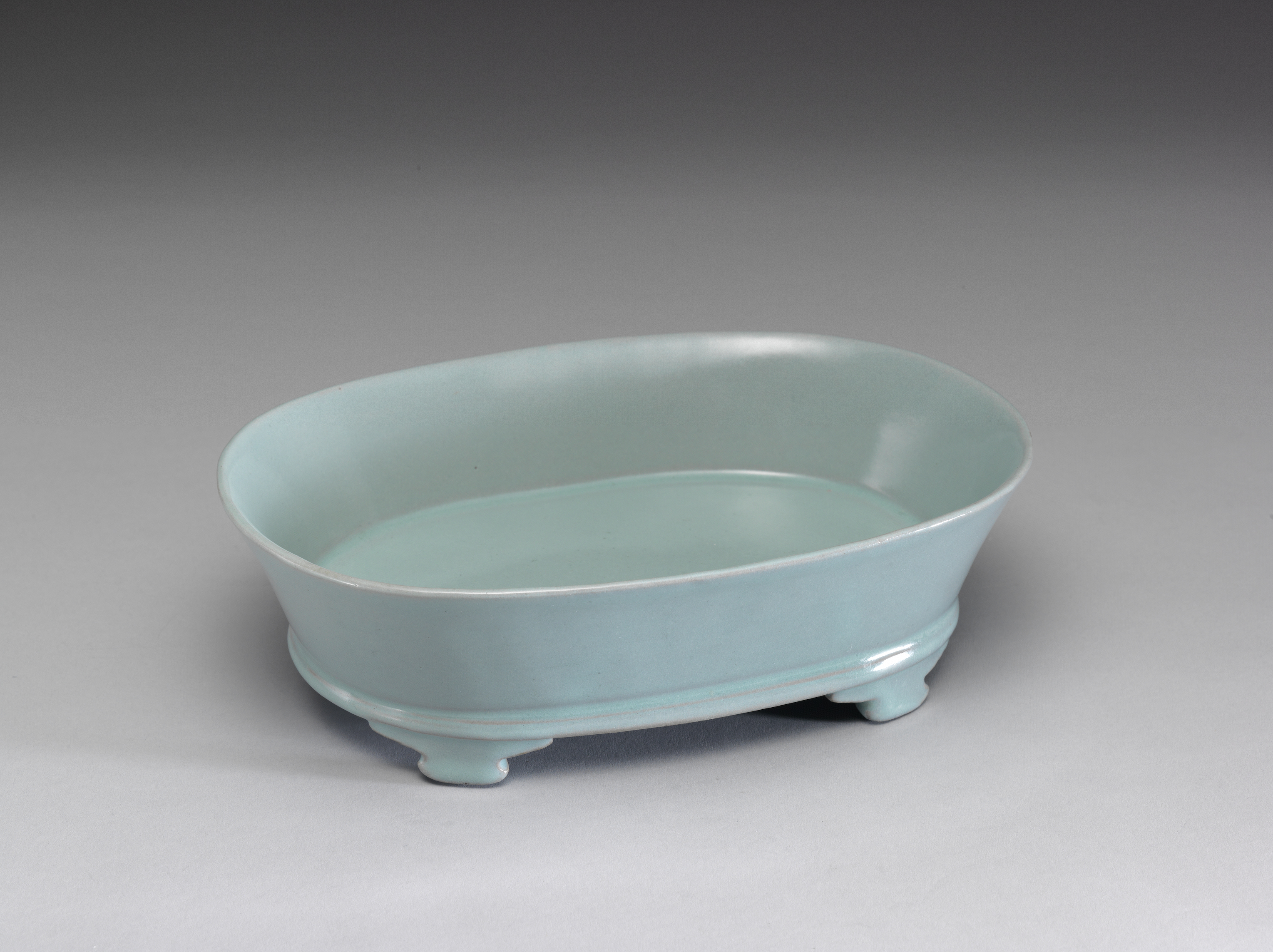
Conca de Narcís amb esmalt lleuger verd blavós, Museu Nacional del Palau.

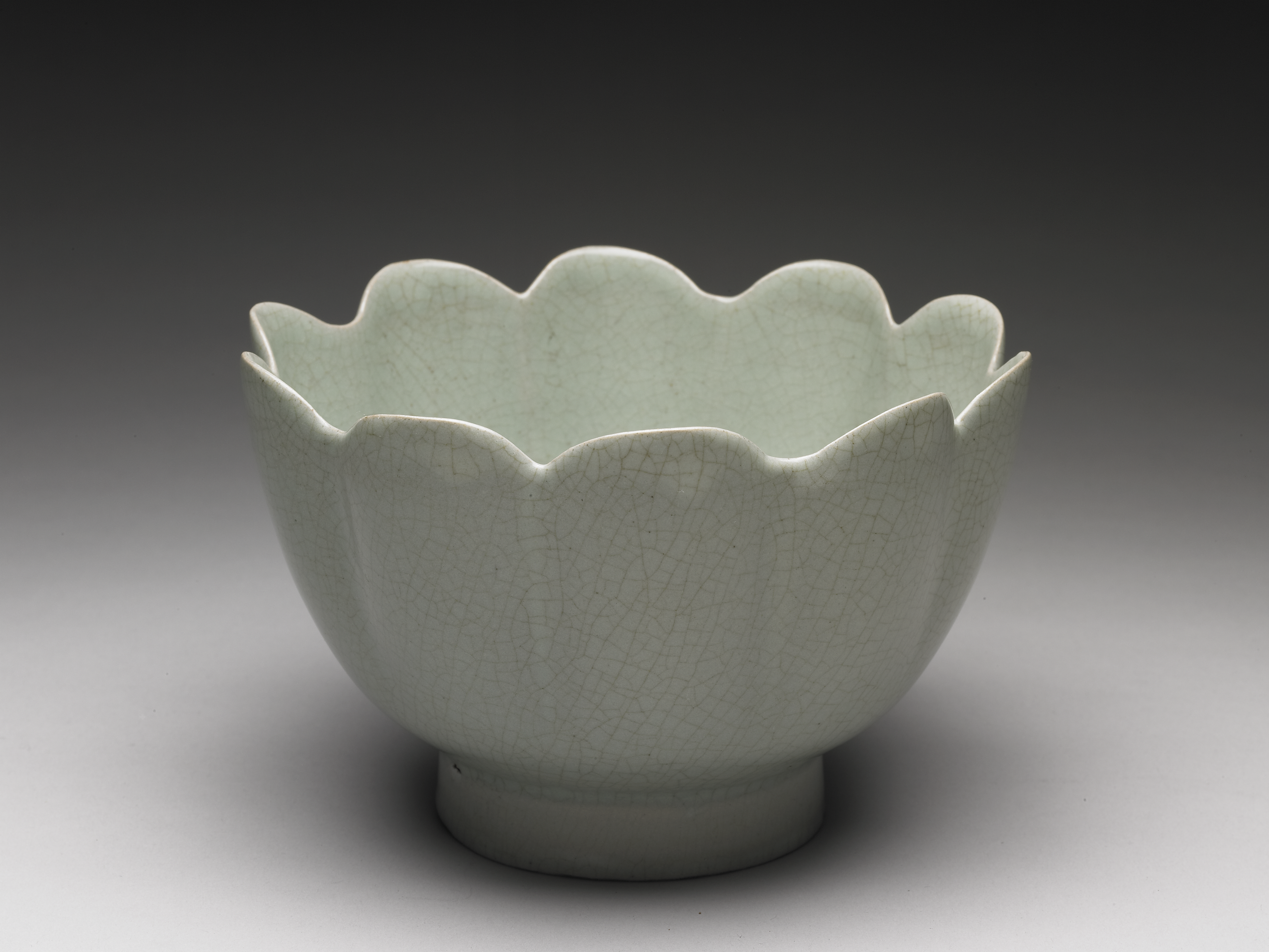
Escalfament de bol en forma d'una flor amb lleuger Esmalt verd blavós, Museu Nacional del Palau.

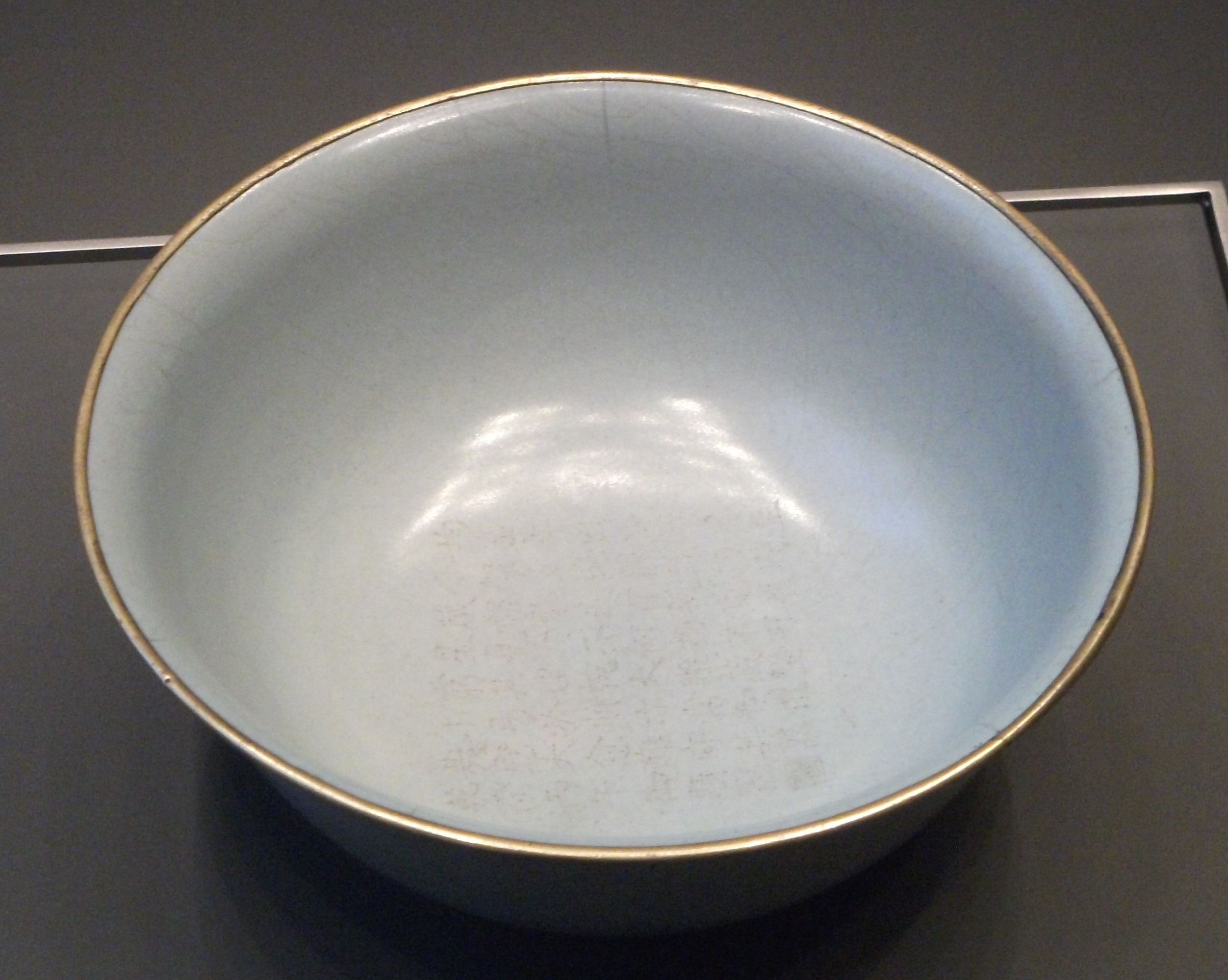
Bol Ru, amb vora metàl·lica, Museu Britànic.

La Ceràmica Ru o "ceràmica oficial Ru" (en xines tradicional: 汝窯 en xines simplificat:汝窑 en pinyin: Yao Rǔ) és un tipus famós i extremament estrany de ceràmica xinesa de la dinastia Song, produït per a la cort imperial durant un breu període al voltant del 1100. Sobreviuen menys de 100 peces, encara que hi ha imitacions posteriors que no coincideixen per complet amb l'original. Moltes de les ceràmiques Ru posseeixen un esmalt de color blau pàl·lid distintiu, nomenat "ou d'ànec" o "com el blau del cel en una clariana entre els núvols després de la pluja", d'acord amb un expert medieval, i sense decoració, encara que els seus colors varien fins a un de color verd clar celadont. La producció constava de plats, probablement utilitzats per al rentatge de pinzells, ampolles de vi (avui gerres), gots petits i encensers. Pot considerar-se com una forma particular dels productes de celadont.
Les ceràmiques Ru pertanyen a un dels cinc grans forns identificats pels escriptors xinesos posteriors. Aquesta ceràmica es reservava per a la cort imperial i, segons una font contemporània, solament aquelles peces que van ser rebutjades estaven dirigides a un mercat més ampli. La font, Zhou Hui, afirma a més a més, que l'esmalt contenia àgata, i quan va ser descobert, a les últimes dècades del nou-cents, la ubicació del forn, de fet havia a les proximitats una mina d'àgata rica amb sílice, un normal component dels esmalts.
Aquesta ceràmica és potser la primera «ceràmica oficial» especialment encarregada per la cort imperial. Sembla que es va practicar un primmirat anàlisi de grans quantitats de ceràmica que va arribar a la cort, només conservant algunes i la redistribució de les restants va formar part de les generoses donacions destinades a funcionaris dels tribunals, als temples, als sobirans estrangers, i potser algunes es va procedir a la seva venda. La producció va acabar quan, poc després, els forns van ser ocupats per invasors que van conquerir a la dinastia Song del Nord als anys 1120; tanmateix, la ceràmica encara va romandre famosa i va ser molt cercada.

## Característiques

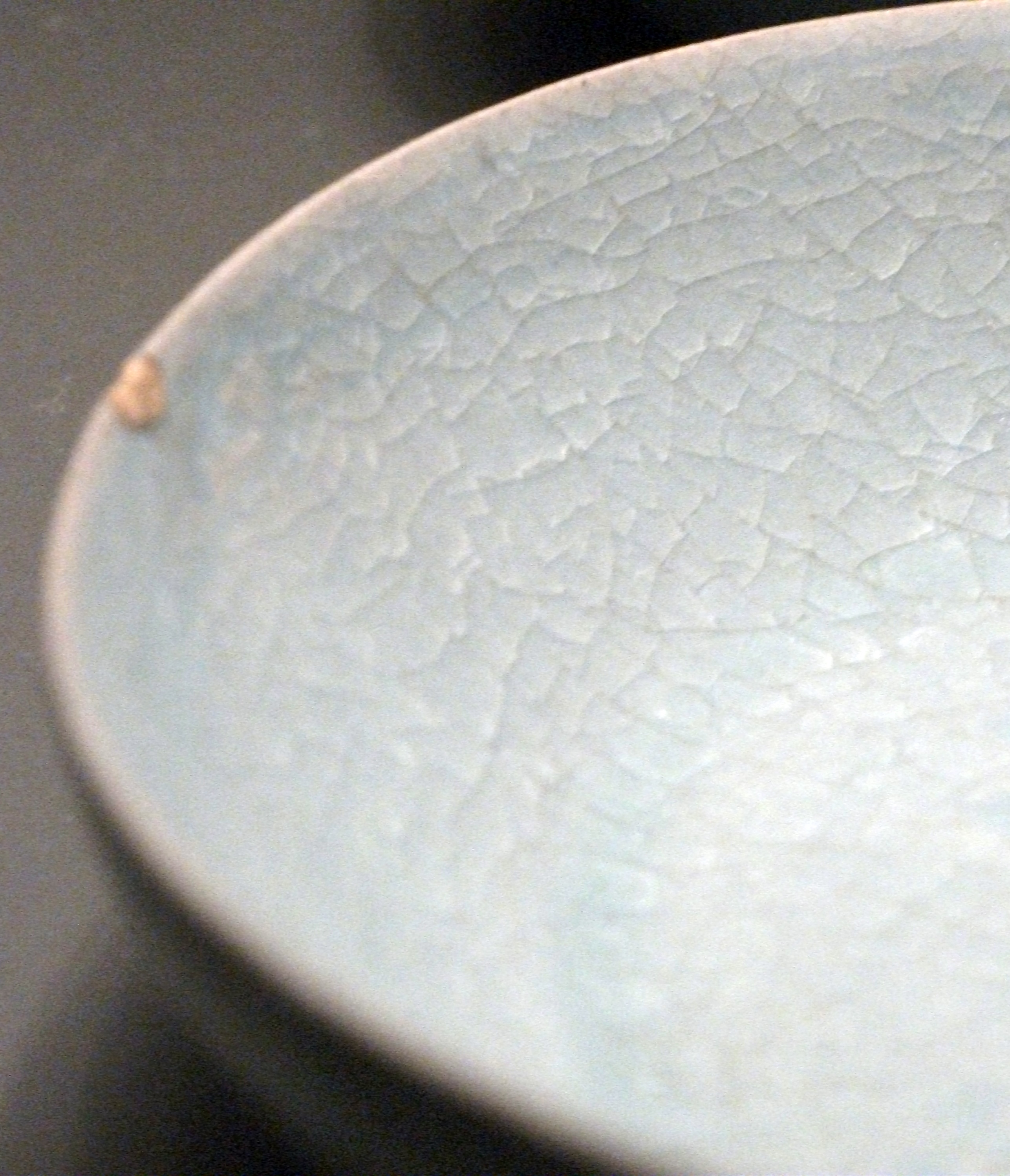
Un primer pla amb esquerdes a l'esmalt, Percival David Collection.

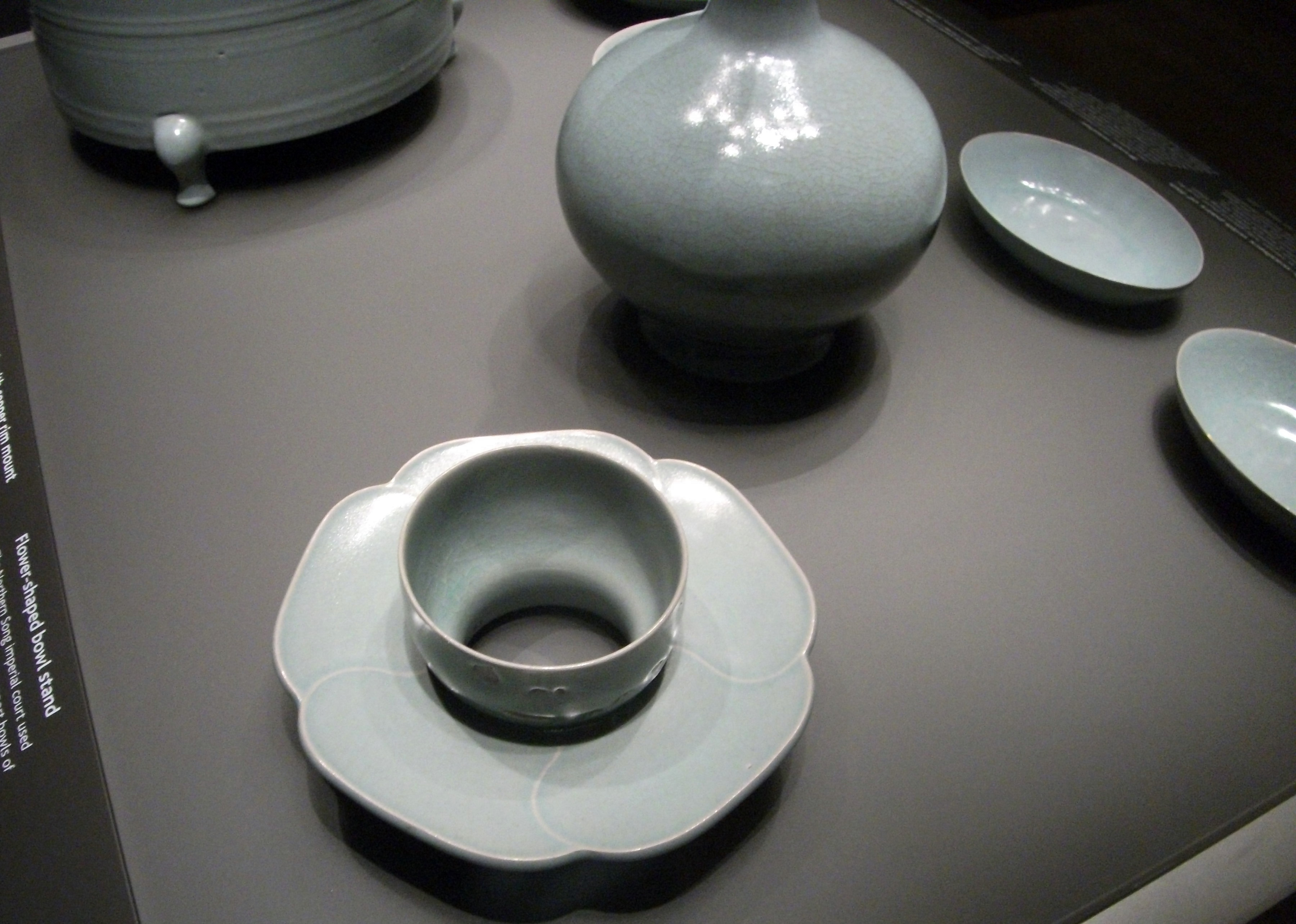
Platets sota tasses sense fons i d'altres formes Ru, Percival David Collection.

Tres bols verdosos al Museu de Xangai. Aquest tipus es descriu sovint com un recipient per rentar pinzells. A la base es troben senyals de cinc «llavors de sèsam».

Els exemplars són, en la seva majoria, molt escassos, i consisteixen en copes, encensers, o recipients petits. N'hi ha un petit nombre de «vasos de narcís» en forma oval, utilitzat com a gots per a aquesta flor. Moltes peces tenen un fi esmalt sobre la superfície de les esquerdes, encara que hi ha algunes proves que mostren que la ceràmica més admirada eren les que no tenien aquest tipus d'imperfeccions, no intencionada. Aquestes no són simples formes de ceràmica, ja que es deriven de suports realitzats en objectes de metall i laca, entre els que es troben els platets de sota tassa sense fons, és tan comú entre els objectes de ceràmica com entre els dels materials abans esmentats.Poquíssims exemplars tenen decoració amb un motiu floreal lleugerament imprès.
L'esmalt era aplicat en diverses capes, i tant a la part superior i inferior de les peces, per contrast amb el seu rival la ceràmica Ding, esmaltada només a la part superior i amb una vora aspre sense esmaltar, sovint cobert amb una abraçadora de metall. Les ceràmiques Ru es van mantenir allunyades de la superfície de l'argila refractària de la xemeneia del forn estant recolzades en tres o cinc petits esperons o pues, presumiblement, de metall, que van deixar petites taques oval sense esmaltar nomenades «llavors de sèsam» a la part inferior. Els colors varien, i van ser dividits i classificats pels erudits xinesos com a «cel blau», «blau clar» i «ou-blau», en cada cas, utilitzant la paraula xinesa «Qing», que pot cobrir tant la paraula blava com verda.

## Galeria

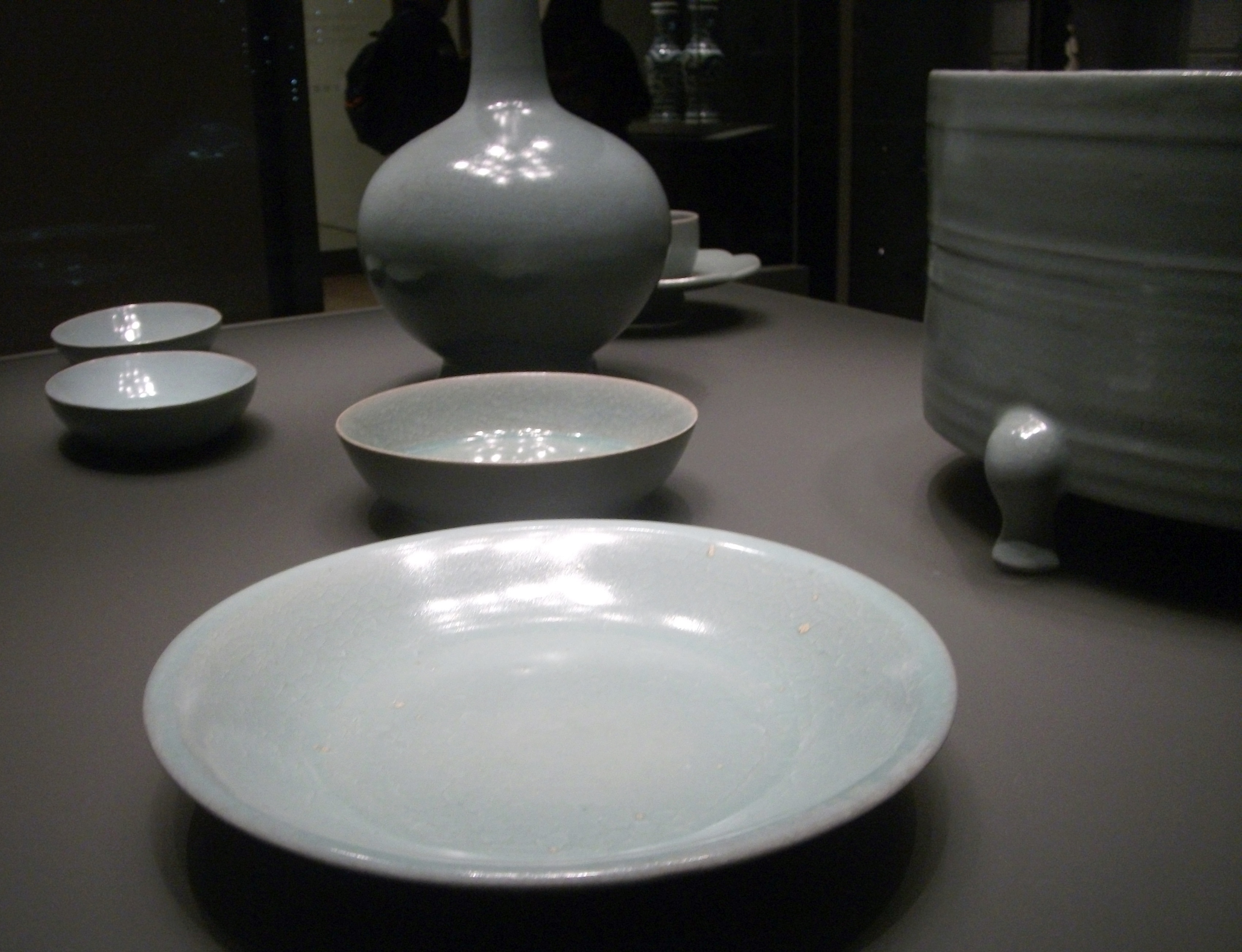
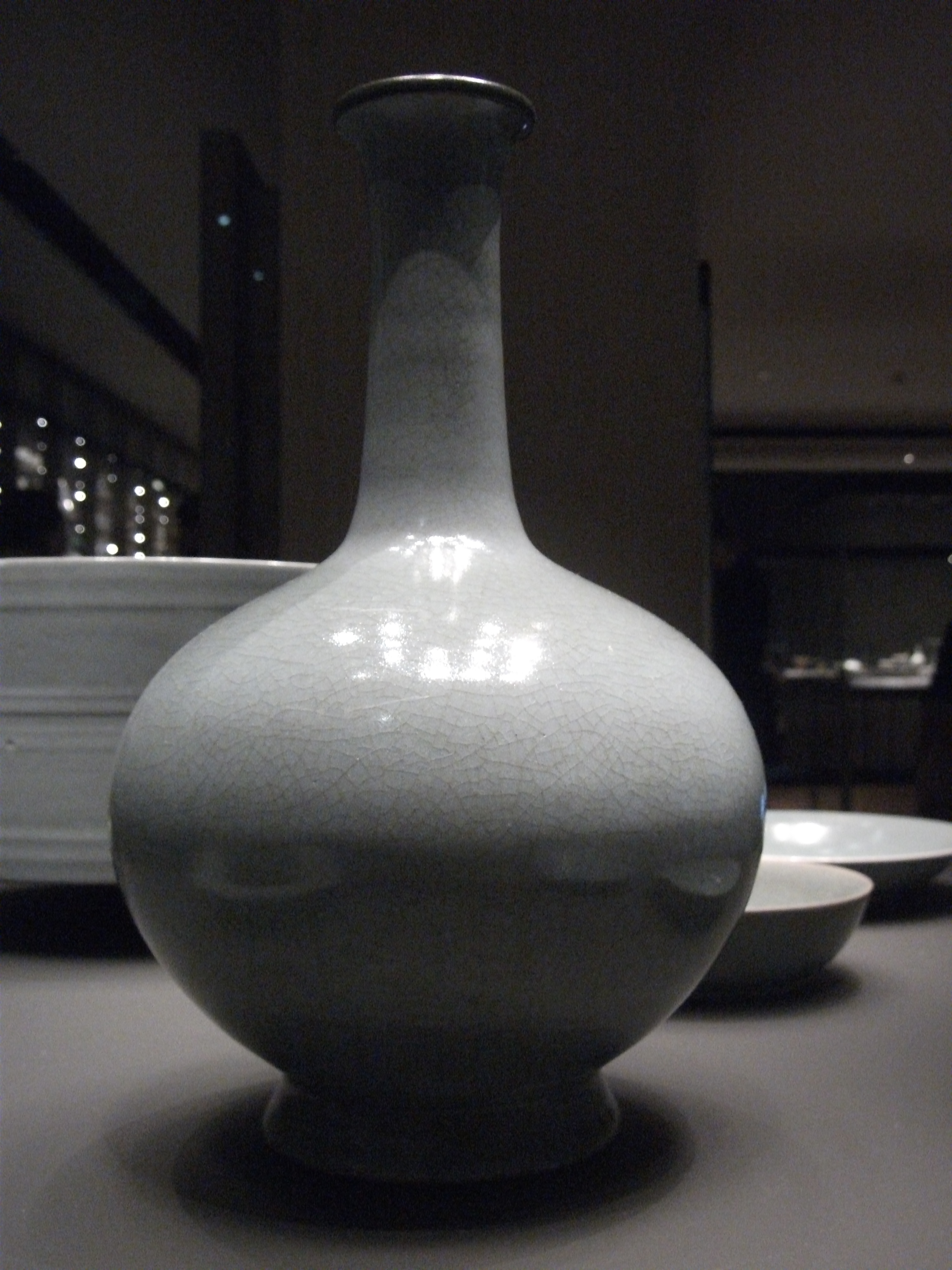
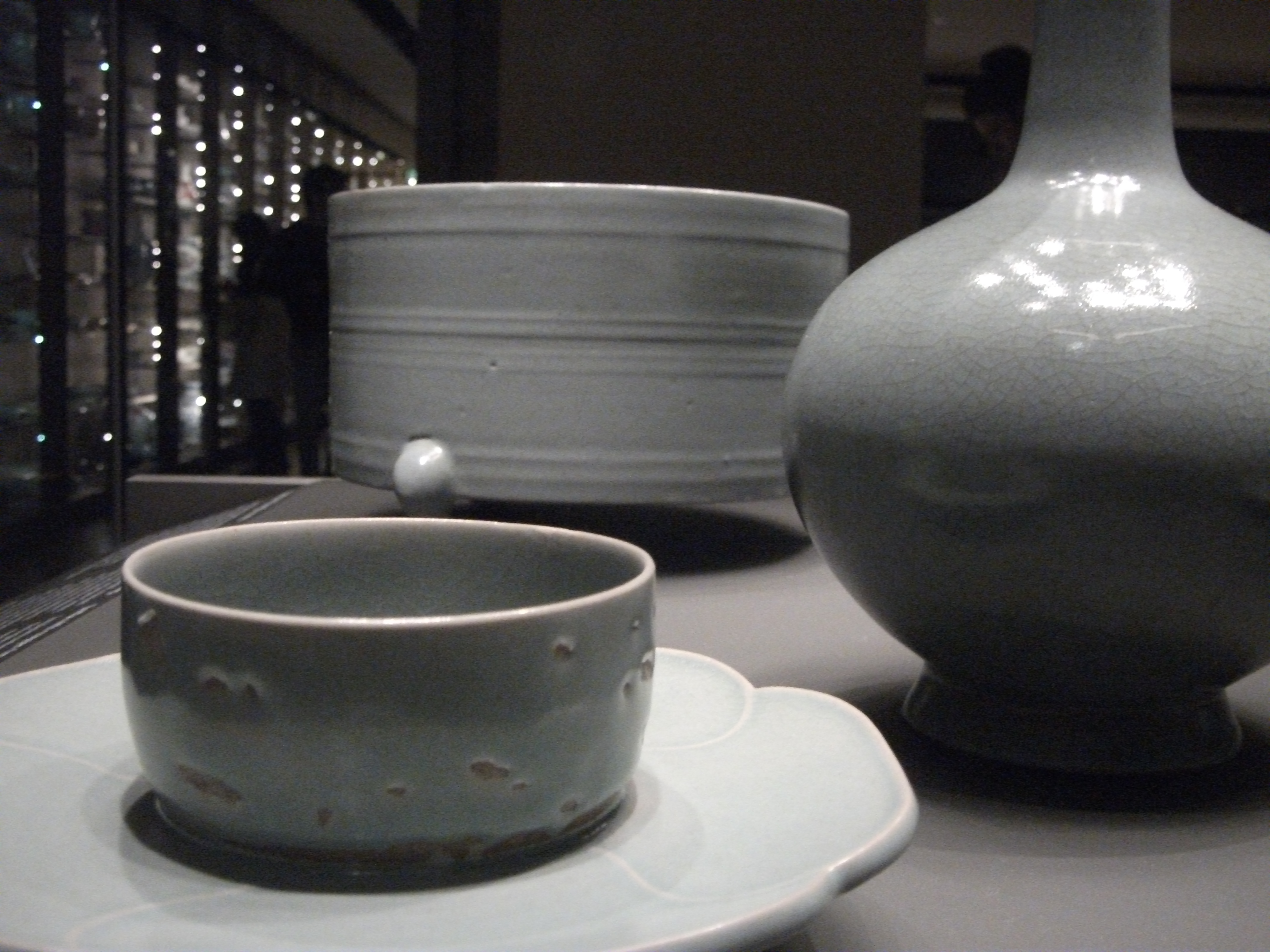
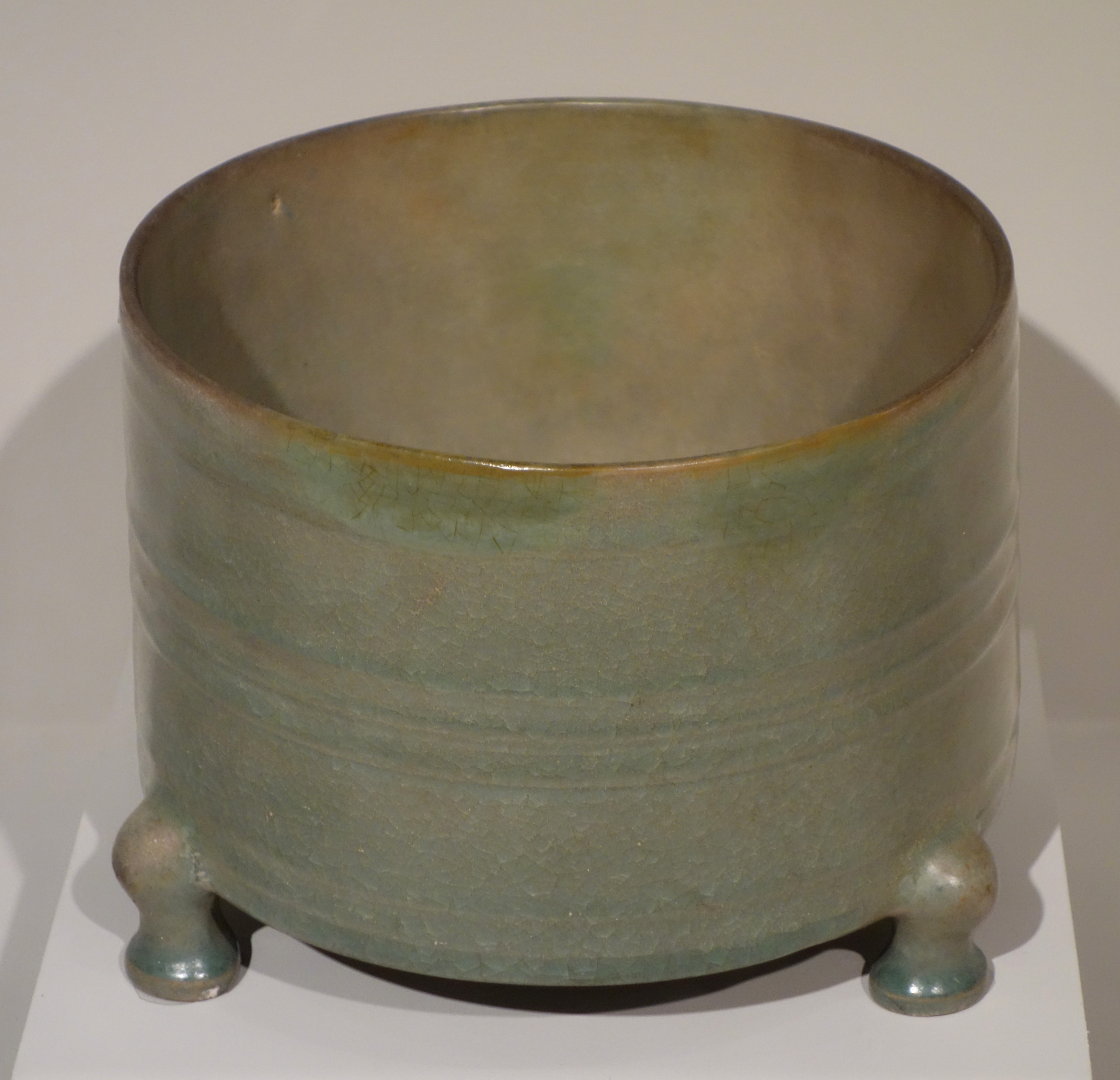
Pot trípode, Song del Nord, a la fi del segle xi o començaments del segle xii, Museu d'Art de Cincinnati